# Toni Zlatkov
Toni Zlatkov (* 22. Juli 1966) ist ein ehemaliger nordmazedonischer Fußballspieler.

## Sportlicher Werdegang
Zlatkov kam 1992 von FK Pelister Bitola zum Zweitligisten Hannover 96, bei dem er vornehmlich in der Amateurmannschaft auflief. Im Laufe der Spielzeit 1992/93 rückte er zeitweise in den Kader der Profimannschaft. Als Einwechselspieler für Dejan Raičković debütierte er im April 1993 beim 0:0-Remis gegen den SC Fortuna Köln in der zweithöchsten Spielklasse. Bei den beiden folgenden Partien gegen den SV Waldhof Mannheim (0:1-Auswärtsniederlage) und die SpVgg Unterhaching (1:1-Remis) stand er als Ersatz für den verletzungsbedingt ausfallenden Matthias Kuhlmey unter Trainer Eberhard Vogel in der Startformation, konnte sich jedoch nicht festspielen und rückte nach der Rückkehr Kuhlmeys in der Folge wieder ins zweite Glied.
Im Sommer 1993 zog Zlatkov zum TuS Celle FC in die Oberliga Nord weiter, mit dem er am Ende der Spielzeit 1993/94 die Qualifikation für die neu gegründete Regionalliga Nord schaffte. Im September 1994 wurde er dort von Franz Gerber zusammen mit Jürgen Prange und Ben Crawley entlassen. Im Sommer 1995 ging er zum Fünftligisten HSC Hannover, später landete er beim TSV Havelse. 
Später war Zlatkov als Jugendtrainer beim VfV Hildesheim tätig, bei dem er unter anderem seinen Sohn Jane Zlatkov betreute. Dieser spielte später unter anderem in der Regionalliga.